# 豊根口駅
豊根口駅（とよねぐちえき）は、静岡県磐田郡佐久間村大字佐久間（現・浜松市天竜区佐久間町佐久間）にあった日本国有鉄道（国鉄）飯田線の駅（廃駅）。
佐久間ダム建設に伴う飯田線佐久間 - 大嵐間の経路変更に伴い廃止された。駅跡地は佐久間湖の湖底に沈んでいる。

## 歴史
- 1936年（昭和11年）11月10日：三信鉄道の豊根口停留場として開業[1]。旅客駅[1]。
- 1943年（昭和18年）8月1日：国有化、鉄道省（後の日本国有鉄道）飯田線の駅となる[1]。同時に豊根口駅に昇格[1]。
  - 当時は東海道本線浜松 - 名古屋間の各駅や飯田線の各駅、中央本線上諏訪 - 塩尻間の各駅、松本駅を発着する旅客列車のみ利用可能であった[1]。
- 1952年（昭和27年）12月2日：旅客制限撤廃[1]。
- 1955年（昭和30年）11月11日：経路変更に伴い廃止[1]。

## 駅構造
単式ホーム1面1線を持つ地上駅であった。

## 駅周辺
駅は天竜川の東岸にあった。駅の周辺に集落はなく、対岸の愛知県北設楽郡豊根村の松島集落の玄関口となっていた。

## 隣の駅
日本国有鉄道
飯田線
佐久間駅 - 豊根口駅 - 天龍山室駅